# تيتريكوس الأول
اسمه الكامل غايوس بيوس ايسوفيوس تتريكوس هو آخر امبراطور لإمبراطورية الغال من سنة 271 إلى سنة 274، كان محافظ الغال القسطانية أثناء حكم الإمبراطور فكتورينوس، الذي كان قائد للجيش أثناء حكم بوستوموس ألذي أسس إمبراطوريته في مناطق الغال وبريطانيا وجرمانيا بعد هزيمته لقبائل الفرنجة التي كانت تغير على الغال ليقوم بانفصال عن روما أثناء أزمة القرن الثالث. تولى تيتريكوس الحكم في سنة 270 بمساعدة والدة الإمبراطور فكتورينوس فكتوريا ونصب ابنه تيتريكوس الثاني كإمبراطور معه. أثناء بداية حكمه قام بتحويل العاصمة من كولونيا إلى ترير بسبب زيادة غارات القبائل الجرمانية عليها. بعد سماعه بقيام أوريليان بإسقاطه لمملكة تدمر وقيامه بأسر ملكتها زنوبيا، تأهب تتريكوس لهجوم الرومان، لكنه هزم امام أوريليان في معركة كالونس ليعلن استسلامه، قام أوريليان فيما بعد بقتل كل القادة والنبلاء الذين والوا تتريكوس فيما ابقى على تتريكوس وعائلته احياء وقام بدل ذلك بأخذهم ليعيشوا في بلاطه ويعتقد المؤرخين ان اوريليان فعل ذلك ليكون درس لكل من يوالي المنفصلين عن روما.